# Glenn Frey
Glenn Lewis Frey (Detroit, Michigan, 6 de novembre del 1948 - Nova York, 18 de gener del 2016), va ser un famós guitarrista i cantautor. Fundador del grup Eagles. Va créixer al suburbi de Royal Oak.